# Lucia Grecu
Lucia Grecu (3 februarie 1912, București - 5 februarie 1939) a fost o importantă activistă legionară. 
Lucia Grecu a fost licențiată în fizico-chimie. A fost arestată la 29 ianuarie 1939 și torturată în timpul interogatoriilor. A fost ucisă prin schingiuire și corpul ei aruncat de la etajul 2, pentru a se crede că s-a sinucis. 